# Scott McTominay
Scott Francis McTominay (* 8. prosince 1996 Lancaster) je skotský profesionální fotbalista, který hraje na pozici středního záložníka v italském klubu SSC Neapol a ve skotském národním týmu.
McTominay je odchovancem Manchesteru United a v klubu debutoval v květnu 2017. V létě roku 2024 vyměnil dres Manchesteru United za ten z Neapole. Narodil se v Anglii, nicméně prostřednictvím svého otce měl možnost reprezentovat Skotsko. Ve skotské reprezentaci debutoval v březnu 2018.

## Klubová kariéra

### Manchester United
Svou první profesionální smlouvu v klubu podepsal v červenci 2013. Mezi roky 2013 a 2015 odehrál 7 utkání v týmu do 18 let. McTominay vynechal většinu sezóny 2014/15 kvůli růstovým problémům, když během dvou let vyrostl o 35 centimetrů.
McTominay se v průběhu sezóny 2015–16 znovu potýkal se zraněními a odehrál jen 11 zápasů v týmech do 19 let a do 21 let. V následující sezóně se stal hlavní oporou týmu do 21 let; vstřelil tři góly v 21 utkáních.

#### Sezóna 2016/17
Dne 30. dubna 2017 byl McTominay poprvé povolán na lavičku náhradníků, a to na ligový zápas proti Swansea City. Poprvé nastoupil do utkání 7. května proti Arsenalu, a 21. května startoval v posledním zápase sezóny Premier League při vítězství 2:0 proti Crystal Palace.

#### Sezóna 2017/18
Před sezónou 2017/18 byl McTominay povolán na předsezónní přátelské zápasy ve Spojených státech proti norskému klubu Vålerenga a italské Sampdorii. 30. července 2017 v zápase proti Vålerenga IF vystřídal v 60. minutě Paula Pogbu a o 10 minut později vstřelil svůj první seniorský gól, usmírnil tak skóre na konečných 3:0. V evropských pohárech debutoval 18. října v utkání proti Benfice, když vystřídal Henricha Mchitarjana v nastaveném čase. O dva dny později podepsal McTominay novou smlouvu s United do června 2021, s možností prodloužení o další rok.

#### Sezóna 2018/19
Dne 21. ledna 2019 podepsal McTominay prodloužení smlouvy do roku 2023. Svůj první zápas pod novým manažerem Oleho Gunnara Solskjæra odehrál 24. února Liverpoolu, nahradil zraněného Nemanje Matiće. Svůj první soutěžní gól v klubu vstřelil 2. dubna 2019 v jeho 41. zápase v klubu, a to při prohře 2:1 proti Wolverhamptonu Wanderers.

#### Sezóna 2019/20
McTominay vstřelil 30. září 2019 svůj první gól na Old Trafford v utkání proti Arsenalu. 27. října McTominay vstřelil 2000. gól klubu v Premier League při vítězství 3:1 proti Norwichi na Carrow Road. 26. prosince utrpěl McTominay zranění kolene, které ho vyřadilo ze hry na dva měsíce. Dne 27. února vstřelil McTominay svůj první gól evropských pohárech, a to v šestnáctifinále proti Club Brugge, a pomohl United k výhře 5:0. 8. března vstřelil druhý gól United při výhře 2:0 proti Manchesteru City, když využil chyby brankáře Edersona a dak gól do prázdné branky ze 40 metrů.
Dne 23. června 2020 podepsal McTominay novou smlouvu s Manchesterem United do června 2025.

#### Sezóna 2020/21
Dne 30. září 2020 vstřelil McTominay svůj první gól v sezoně, a to při výhře 3:0 nad Brightonem v EFL Cupu. 20. prosince 2020 vstřelil dvě branky během prvních 3 minut domácího vítězství 6:2 proti Leeds United. Bylo to poprvé v historii Premier League, kdy hráč skóroval dvakrát v úvodních třech minutách hry.
Dne 2. února 2021 dal McTominay gól při rekordní domácí výhře 9:0 proti Southamptonu. O čtyři dny později na to navázal další brankou v zápase proti Evertonu. Jednalo se již o jeho šestou branku v sezóně, překonal tak svůj individuální rekord.

## Reprezentační kariéra
McTominay se narodil v Anglii, ale díky svému otci pocházejícímu z Helensburghu měl možnost reprezentovat Skotsko. McTominay se pro skotskou reprezentaci rozhodl v 2018, když byl nominován na dvě přátelská utkání.
Dne 23. března byl McTominay jedním ze čtyř hráčů, kteří debutovali ve skotské reprezentaci, a to v prvním utkání pod vedením nového trenéra Alexe McLeishe. Odehrál prvních 57 minut přátelského zápasu proti Kostarice, než ho vystřídal Stuart Armstrong. Svůj soutěžní debut si odbyl v září 2018, když v 79. minutě vystřídal Calluma McGregora při výhře 2: 0 proti Albánii.

## Statistiky

### Klubové
K 29. dubnu 2021
| Klub              | Sezóna  | Liga           | Liga   | Liga | FA Cup | FA Cup | EFL Cup | EFL Cup | Evropské poháry | Evropské poháry | Ostatní | Ostatní | Celkem | Celkem |
| Klub              | Sezóna  | Liga           | Zápasy | Góly | Zápasy | Góly   | Zápasy  | Góly    | Zápasy          | Góly            | Zápasy  | Góly    | Zápasy | Góly   |
| ----------------- | ------- | -------------- | ------ | ---- | ------ | ------ | ------- | ------- | --------------- | --------------- | ------- | ------- | ------ | ------ |
| Manchester United | 2016/17 | Premier League | 2      | 0    | 0      | 0      | 0       | 0       | 0               | 0               | 0       | 0       | 2      | 0      |
| Manchester United | 2017/18 | Premier League | 13     | 0    | 3      | 0      | 3       | 0       | 4               | 0               | 0       | 0       | 23     | 0      |
| Manchester United | 2018/19 | Premier League | 16     | 2    | 3      | 0      | 0       | 0       | 3               | 0               | —       | —       | 22     | 2      |
| Manchester United | 2019/20 | Premier League | 27     | 4    | 2      | 0      | 1       | 0       | 7               | 1               | —       | —       | 37     | 5      |
| Manchester United | 2020/21 | Premier League | 29     | 4    | 4      | 2      | 2       | 1       | 10              | 0               | —       | —       | 45     | 7      |
| Celkem            | Celkem  | Celkem         | 87     | 10   | 12     | 2      | 6       | 1       | 24              | 1               | 0       | 0       | 129    | 14     |

### Reprezentační
K 31. březnu 2021
| Skotsko | Skotsko | Skotsko |
| Rok     | Zápasy  | Góly    |
| ------- | ------- | ------- |
| 2018    | 5       | 0       |
| 2019    | 7       | 0       |
| 2020    | 7       | 0       |
| 2021    | 3       | 0       |
| Celkem  | 22      | 0       |

## Ocenění

### Klubové

#### Manchester United
- FA Cup: 2017/18 (druhé místo)[32]

### Individuální
- Sestava sezóny Evropské ligy UEFA – 2020/21[33]